# باد هولويل
باد هولويل (بالإنجليزية: Bud Hollowell)‏ هو لاعب كرة قاعدة وعالم نفس أمريكي، ولد في 1943 في لونغ بيتش في الولايات المتحدة، وتوفي في 16 مايو 2014 في ليكلاند في الولايات المتحدة بسبب سرطان البروستاتا.

## وصلات خارجية
- باد هولويل على موقعبيزبول رفرنس.كوم (الدوري الثانوي) (الإنجليزية)
- باد هولويل على موقع أوليمبيديا (الإنجليزية)